# Río Bastareny
El río Bastareny, en Bergadá, nace de las fuentes del Bastareny o del Adou, donde forma un paraje natural de gran belleza. Es afluente del Llobregat.

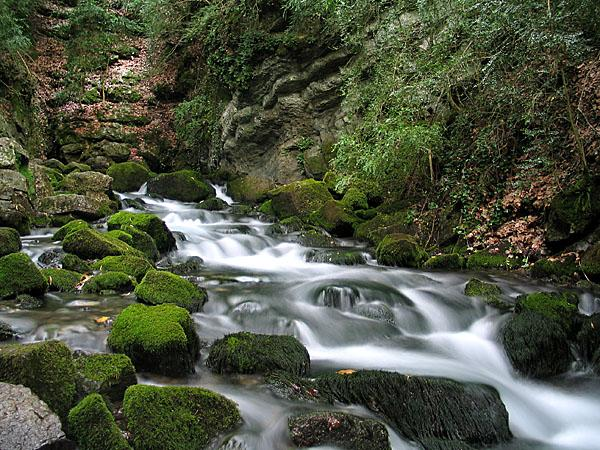
Paraje donde en una emanación subterránea ve la luz y nace el río Bastareny, que pasa por Bagá y en Guardiola se suma al Llobregat, del que es afluente.